# Liste de ponts du Suriname
Cet article a pour objet de présenter une liste de ponts remarquables du Suriname, tant par leurs caractéristiques dimensionnelles, que par leur intérêt architectural ou historique. 
Elle est présentée sous forme de tableaux récapitulant les caractéristiques des différents ouvrages proposés, et peut-être triée selon les diverses entrées pour voir ainsi un type de pont particulier ou les ouvrages les plus récents par exemple. La seconde colonne donne la classification de l'ouvrage parmi ceux présentés, les colonnes Portée et Long. (longueur) sont exprimées en mètres et enfin Date indique la date de mise en service du pont.

## Grands ponts
Ce tableau présente les ouvrages ayant les plus longues portées du Suriname (liste non exhaustive).
|                       |   | Nom                    | Portée | Long. | Type                              | Voie portée Voie franchie | Date | Localisation                                          | District                         | Ref.  |
| --------------------- | - | ---------------------- | ------ | ----- | --------------------------------- | ------------------------- | ---- | ----------------------------------------------------- | -------------------------------- | ----- |
| Jules Wijdenboschbrug | 1 | Pont Jules Wijdenbosch | 155    | 1504  | Poutre-caisson Béton précontraint | East-West Link Suriname   | 2000 | Paramaribo - Meerzorg 5° 48′ 19,3″ N, 55° 09′ 50,1″ O | Paramaribo (district) Commewijne | [ 1 ] |